# Guerre de Vendée et Chouannerie de 1815
Pour les articles homonymes, voir Guerres de Vendée et Chouannerie.
Guerres napoléoniennes
Guerre de Vendée
Chouannerie
Batailles
Batailles des Cents-Jours
Campagne du duc d'Angoulême
- Ajaccio
- Bonifacio
- Montélimar
- Loriol

Campagne de Belgique
- Ligny
- Quatre-Bras
- Waterloo
- Wavre

Campagne de France de 1815
- Maubeuge
- Huningue
- La Souffel
- Vélizy
- Rocquencourt
- Sèvres
- Issy

Guerre napolitaine
- Panaro
- Ferrare
- Occhiobello
- Carpi
- Casaglia
- Ronco
- Cesenatico
- Pesaro
- Scapezzano
- Tolentino
- Ancône
- Castel di Sangro
- San Germano
- Gaète

Guerre de Vendée et Chouannerie de 1815
- Les Échaubrognes
- L'Aiguillon
- Aizenay
- Sainte-Anne-d'Auray
- Cossé
- Saint-Gilles-sur-Vie
- Redon
- Les Mathes
- Muzillac
- Rocheservière
- Thouars
- Auray
- Châteauneuf-du-Faou
- Guérande
- Fort-la-Latte

La guerre de Vendée et la chouannerie de 1815, aussi appelées la quatrième guerre de Vendée, la quatrième chouannerie ou la Petite chouannerie, sont un conflit qui opposa les bonapartistes et les royalistes en mai et juin 1815, pendant les Cent-Jours. 
Séparée par la Loire, les deux insurrections évoluèrent parallèlement. L'insurrection « vendéenne » se déroula dans le département de la Vendée, dans les Deux-Sèvres, le sud de la Loire-Inférieure et le sud du Maine-et-Loire. La chouannerie concerna le Morbihan, les Côtes-du-Nord, l'Ille-et-Vilaine, le Finistère, le nord de la Loire-Inférieure, le nord du Maine-et-Loire, la Mayenne et la Sarthe.

## Contexte: la première Restauration (1814) et le retour de Napoléon (mars 1815)
En mai 1814, la population du Nord-ouest de la France avait dans sa majorité favorablement accueilli la Restauration de la monarchie. 
Cependant en mars 1815 le nouveau régime est chassé par le retour de Napoléon de l'Île d'Elbe. Le 13 mars Louis XVIII charge le duc Louis VI Henri de Bourbon-Condé d'aller soulever les départements de l'Ouest, en particulier la Bretagne et la Vendée. Cependant cette tentative se solde par un échec, les paysans refusèrent de se révolter et les rares personnes qui acceptèrent de prendre les armes se plaignirent rapidement de ne pas avoir touché leur solde promise par le duc de Bourbon. Quant au clergé s'il inquiéta l'administration impériale par son hostilité envers Napoléon, il ne prêcha pas l'insurrection. Finalement le duc de Bourbon renonça et partit se réfugier en Espagne.

## La Petite Chouannerie

### Organisation
Cependant, les 9 et 10 avril, un décret impérial ordonna la mobilisation des gardes nationaux et des anciens soldats mis en congés. Il n'avait pas osé rétablir la conscription mais les paysans de l'ouest le prirent comme tel. Ce fut finalement ce décret de l'Empereur qui provoqua ce que le duc de Bourbon n'avait pu obtenir.
Rapidement des bandes se formèrent en Ille-et-Vilaine. Henri du Boishamon et Guy Aubert de Trégomain reformèrent les divisions de Médréac et Saint-Gilles, Boishamon levant 1 800 hommes qui furent envoyés dans le Morbihan et ne conservant avec lui qu'une centaine d'hommes dans les environs de Saint-Méen. De son côté, le marquis de Coislin prit le commandement des insurgés de la Loire-Inférieure : il mobilisa 4 000 à 5 000 hommes, particulièrement dans les pays de Redon et Guérande mais ne livra que peu de combats. Alexandre Courson de La Villevalio prit le commandement des Chouans des Côtes-du-Nord, dans les pays de Plancoët et Lamballe, le colonel Toussaint du Breil de Pontbriand reforma la division de Dinan. D'Ambrugeac rassembla quelques hommes dans la Sarthe. Aimé Picquet du Boisguy devait reprendre le commandement de l'Ille-et-Vilaine, mais il tomba malade et fut capturé à Paris peu avant son départ, le département bougea peu à la suite de son absence. L'insurrection la plus sérieuse eut lieu dans le Morbihan où Louis de Sol de Grisolles prit le commandement du Morbihan et du Finistère, forte de 10 000 à 15 000 hommes.

### Morbihan et Finistère

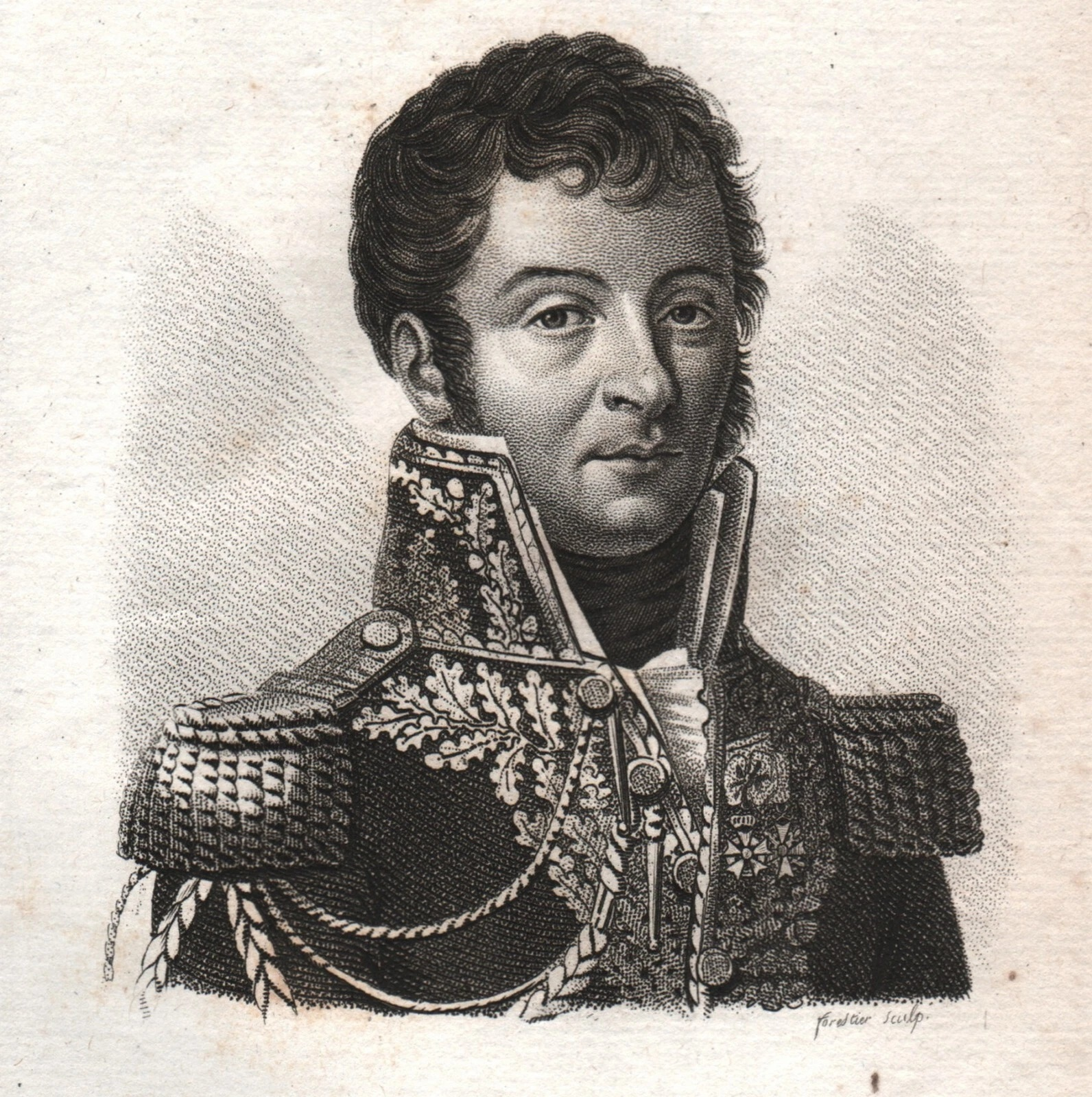
Auguste Julien Bigarré.

Le 22 mai, les douaniers et les gendarmes d'Étel à La Trinité-sur-Mer sont désarmés par les volontaires royaux. Cependant alertés, les Fédérés de Lorient attaquent les Chouans des légions d'Auray et de Bignan commandés par Joseph de Cadoudal, Le Thieis et Jean Rohu, qui s'étaient rassemblés à Sainte-Anne-d'Auray au nombre de 800. L'affrontement est court, les fédérés paniquent et les Chouans remportent une première victoire. Le 28 mai, le gros de l'armée mené par le général Louis de Sol de Grisolles entre à Plaudren le 28 mai, puis de là gagne Sérent le 29, le 30 mai, les Chouans s'emparent de Ploërmel qui n'oppose qu'une faible résistance. Puis, le 31 mai, ils gagnent Josselin où la population leur fait bon accueil. Une partie de l'armée dirigée par Le Mintier tente, mais sans succès, de prendre La Trinité-Porhoët. De Sol pensait initialement marcher sur Pontivy, mais il décide finalement de prendre Redon. Après être passés par Malestroit, les Chouans, au nombre de 5 000, arrivent le 4 juin en vue de Redon, défendue par seulement 120 hommes. Ceux-ci se retranchent dans une tour et les Chouans, dépourvus d'artillerie, ne peuvent prendre la ville en totalité. Le 5 juin, l'Armée gagne Peillac, les 6 et 7 elle est à Rochefort-en-Terre, le 8 à Questembert, le 9 à Muzillac où elle attend un débarquement d'armes par les Britanniques. Alertés, les Impériaux au nombre de 570 et commandés par le général Rousseau sortent de Vannes et attaquent les Chouans à Muzillac. L'affrontement tourne à l'avantage de ces derniers dans cette bataille où se distinguent les écoliers du collège de Vannes. Le 11 juin, le débarquement peut s'opérer, les Chouans reçoivent des Britanniques 3 000 fusils, des munitions ainsi qu'un canon et un obusier. Les Chouans regagnent ensuite Rochefort-en-Terre. Mais le 18 juin le général impérial Auguste Julien Bigarré entre à Ploërmel où il fait sa jonction avec les hommes du général Rousseau sorti de Vannes. Puis les Impériaux se portent sur Auray, où les Chouans se sont réunis dans l'attente d'un nouveau débarquement du côté de Carnac. La rencontre se produit le 21 juin, les Impériaux au nombre de 1 500 à 3 000 chargent à la baïonnette les Chouans, au nombre de 5 000 à 8 000, retranchés derrière des haies et de fossés. Ces derniers sont vaincus et se replient sur Plumergat, la défaite démoralise les Chouans et déjà nombre d'entre eux désertent pour regagner leurs foyers. Les Impériaux envoient alors des propositions de paix mais elles sont rejetées par de Sol. Le 22 juin, il gagne Saint-Jean-Brévelay, puis deux jours plus tard, poursuivis par le général Rousseau, il fait route pour Buléon.
Dans le Finistère, Michel-Armand de Cornouaille lève une légion dans les environs de Quimper et combat les Fédérés dans les environs de Quimperlé et Châteauneuf-du-Faou. De son côté Julien Guillemot, colonel de la légion de Melrand, reçoit l'ordre de Sol de Grisolles de se porter dans ce département afin d'y soutenir l'insurrection. Il s'empare de Carhaix sans combattre le 30 juin. Le 1er juillet il rallie les Cornouaillais de Coroller et tente, avec environ 1 000 hommes, une attaque sur Châteauneuf-du-Faou. Mais les Impériaux sont bien retranchés et repoussent les Chouans, qui se replient sur leurs pays. Cependant, le 25 juin, près de Plumelec, les hommes de Sol interceptent une dépêche dans laquelle ils apprennent la défaite de Napoléon le 18 juin, à la bataille de Waterloo. Les Chouans gagnent ensuite Sérent, puis Bignan, les 26 et 27 juin, le 28 l'Armée se rend à Baud, le 29 elle est à Pluvigner où elle est rejointe par plusieurs officiers de la maison du Roi. Le 2 juillet les Chouans sont à Locmariaquer où ils accueillent un troisième débarquement puis gagnent Grand-Champ, le lendemain, ils y sont attaqués par des douaniers commandés par le général Rousseau mais les Chouans mettent les Impériaux en déroute. Ils se rendent ensuite à Elven, puis Questembert les 6 et 7 juillet et enfin le 8 à Muzillac. Les Impériaux s'enferment à Vannes et Pontivy et n'en ressortirent plus. Le 22 juillet, les Chouans défilaient à Vannes.

### Côtes-du-Nord

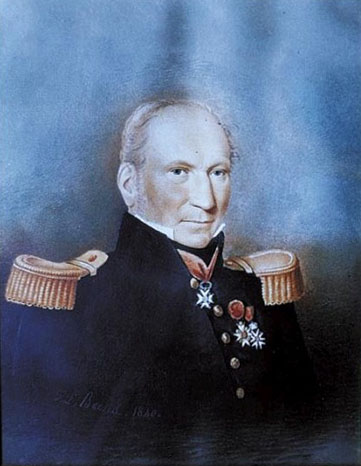
Toussaint du Breil de Pontbriand
Portrait peint en 1840.

Le 22 mars 1815, le colonel Toussaint du Breil de Pontbriand, reçoit du prince de La Trémoille l'autorisation de lever des troupes dans les Côtes-du-Nord. De fin mars à début avril, il parcourt l'arrondissement de Dinan, ainsi que les environs de Lamballe et Moncontour et recrute des volontaires. Dans un premier temps, peu de monde le rejoint, du moins jusqu'au 16 avril. La Boëssière nomme ensuite Alexandre Courson de La Villevalio à la tête des volontaires royaux des Côtes-du-Nord, celui-ci occupe Quintin. Le 2 juin, une partie des troupes de Courson tombe dans une embuscade tendue par les Fédérés à La Malhoure. Mais les Chouans ne se laissent pas impressionner et contre-attaquent tandis que les renforts menés par Pontbriand mettent les Impériaux en fuite. Ces derniers ont néanmoins perdu peu de monde dans ce premier combat, les Chouans ont un mort et deux blessés. Pontbriand organise ses troupes en 8 cohortes et prend comme second le lieutenant-colonel de Chappedelaine. Une compagnie d'élite de 126 officiers est formée dont trois colonels : Plouër, Busnel et Sévère de La Bourdonnaye. Des volontaires affluent de Saint-Malo et Lamballe, les paysans se soulèvent, la commune de Plumaugat se distingue en fournissant 60 hommes à elle seule. Néanmoins les hommes manquent d'armes et de munitions, ce qui ne les empêchent pas d'occuper Plancoët, puis de battre un petit détachement de soldats de ligne près de Jugon-les-Lacs. Le 6 juillet, 8 officiers de la légion de Dinan réalisent un coup d'éclat en s'emparant du Fort-la-Latte. Ceux-ci escaladent les murailles et surprennent les 40 hommes de la garnison qui se rendent. Le fort arbore le drapeau blanc, alertés les Impériaux contre-attaquent le 10 juillet, et, informés du faible nombre de leurs adversaires, escaladent le fort avec des échelles sur plusieurs côtés à la fois. Les huit chouans sont forcés de se rendre et sont conduits dans un bateau pour Saint-Malo, ils parviennent néanmoins à s'enfuir grâce à la complicité du capitaine. Les Chouans de Courson et Pontbriand se rassemblent ensuite à Dahouët, en Pléneuf-Val-André où les Anglais débarquent des armes et des munitions sous les yeux des Fédérés qui n'osent intervenir. Les Chouans apprennent des Britanniques la défaite de Napoléon à Waterloo. La défaite de Waterloo est connue des Impériaux, néanmoins à Saint-Brieuc le général Fabre envoient des troupes mais elles manquent les Chouans à leur cantonnement. Puis 600 soldats partis de Saint-Malo, renforcés par 200 Fédérés de Dinan et Broons s'emparent de Plancoët que les Chouans évacuent. Pontbriand se porte alors à leur rencontre, mais face à ses forces plus importantes, les Impériaux renoncent et se replient sur Dinan sans combattre. Plancoët est reprise, puis Broons, Matignon et Ploubalay sont occupées par les Chouans, enfin Lamballe et Moncontour sont prises sans résistance. Maîtres des campagnes et des petites villes, les Chouans songent un temps attaquer Saint-Brieuc mais renoncent. Cependant, Pontbriand et une dizaine de cavaliers s'aventurent à proximité de la ville où ils sont acclamés par la population, ils tentent alors d'entrer dans Saint-Brieuc où là encore la population les acclame, les Fédérés n'osent pas intervenir et la ville tombe au pouvoir des Royalistes. Le 20 juillet, le prince de La Trémoille débarque à Saint-Malo qui se rallie au Roi. Puis Pontbriand rassemble environ 1 000 hommes et marche sur Dinan le 23 juillet. Malgré quelques tensions avec les fédérés, la ville laisse entrer le prince, Pontbriand et une partie de ses hommes et le combat est évité.

### Ille-et-Vilaine

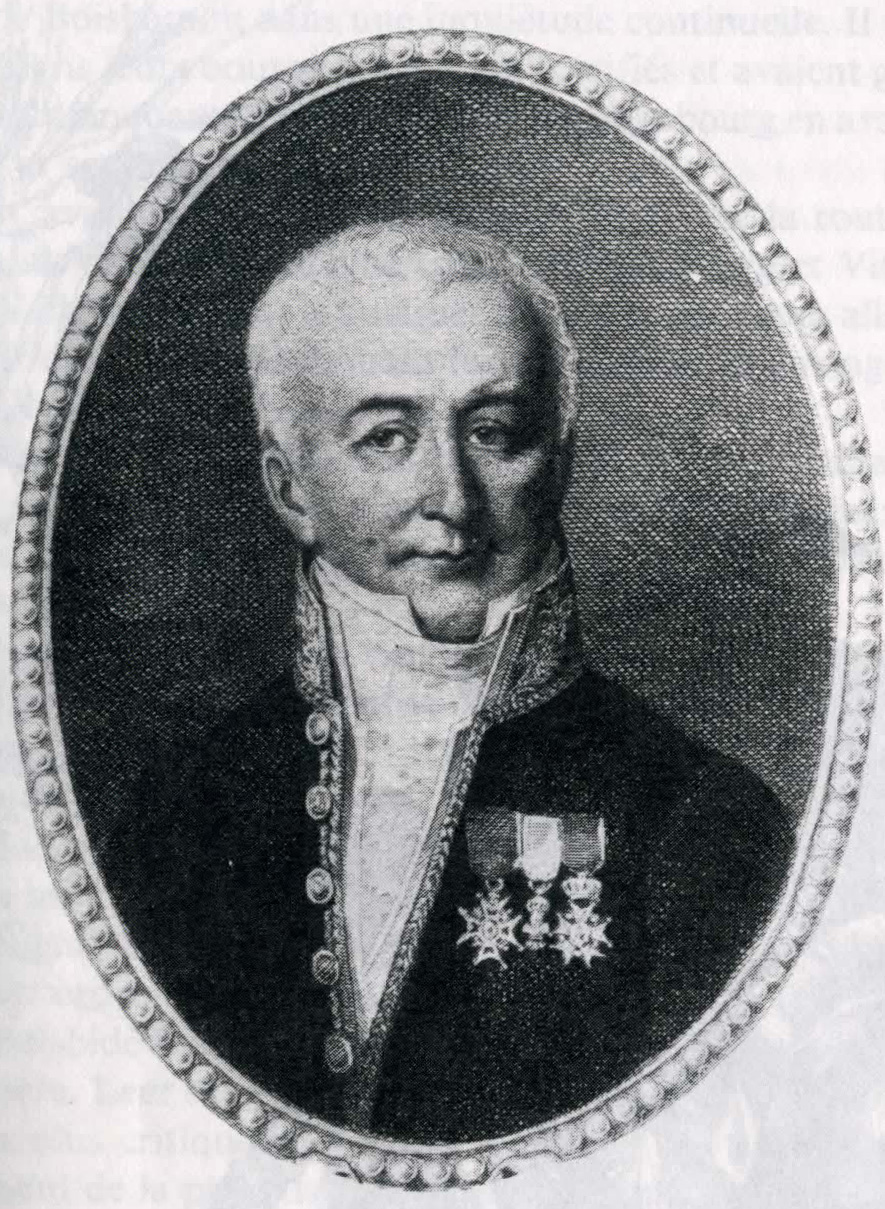
Henri du Boishamon.

Henri du Boishamon, nommé colonel le 26 mai par le général La Boëssiere, est chargé de prendre le commandement de la division de Médréac. Il soulève les environs de cette ville, ainsi que les pays de Montfort-sur-Meu et Saint-Méen-le-Grand et prend comme seconds Gabillards, Jacques François de Mellon et son frère Joseph. Le premier rassemblement se fait dans la forêt de Montauban-de-Bretagne, de nombreux hommes s'y joignent ainisi que les collégiens de Saint-Méen mais les Chouans n'ont que 76 fusils. Ils descendent ensuite sur Montauban-de-Bretagne qui est occupée et les Gendarmes, désarmés. Puis les Chouans s'emparent de Bécherel sans combattre, quelques armes sont encore saisies. La garnison de Montfort-sur-Meu se porte alors sur Montauban-de-Bretagne, mais les Impériaux, arrivés à proximité de la ville, renoncent et s'en retournent. Informé de l'occupation de Ploërmel par les Chouans du Morbihan, du Boishamon envoie la quasi-totalité de ses forces, dirigées par Joseph du Boishamon et François de Trégomain, se mettre sous les ordres de Louis de Sol de Grisolles. Ils ont pour ordre de rester dans le Morbihan afin de bénéficier d'un débarquement d'armes et de munitions par les Britanniques dans ce département. Par la suite un convoi d'armes est envoyé à la division, qui en fait passer un autre dans les pays de Fougères et Vitré. Cependant les bonapartistes ne réagissent pas et aucun combat ne se déroule sur le territoire de la division. Du moins, paradoxalement, jusqu'à la paix, le 3 ou le 13 juillet, après le retour de Louis XVIII, un détachement de 120 soldats et marins en route pour Brest et portant cocardes tricolores est attaqué par une centaine de Chouans commandés par du Boishamon à Saint-Jouan-de-l'Isle. La veille des soldats de ce détachement avaient maltraités des habitants de Montauban-de-Bretagne, ce qui provoqua la colère des royalistes. Quelques hommes sont tués, puis les ex-Impériaux, surpris, se rendent. Plusieurs doivent crier « vive le Roi » et retirer leurs cocardes, puis ils sont relâchés. Par la suite les Chouans de Boishamon sont désarmés, mais la division est reconvertie sous la Restauration, en garde nationale et compta jusqu'à 1 800 hommes.
Le 27 mai, en Mayenne, le général chouan Louis d'Andigné s'empare de Cossé-le-Vivien avec 1 500 hommes.

### Loire-Inférieure
Actif essentiellement dans les environs de Redon et Guérande, le général Pierre Louis du Cambout de Coislin commande ce département et dispose de 4 000 à 5 000 hommes sous ses ordres. De son côté le colonel Jean Terrien organise sa division dans l'ouest du département et rassemble sous ses ordres 2 443 hommes.
Organisés tardivement, les Chouans de la Loire-Inférieure ne livrent que peu de combats. Le 7 juillet, ils tentent une attaque sur Guérande mais sont repoussés.

## La guerre de Vendée

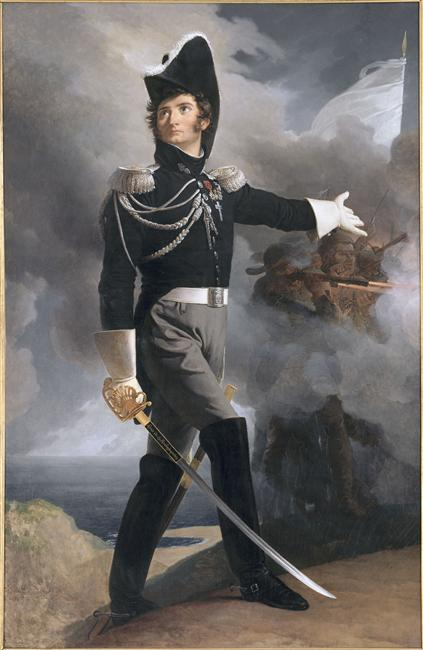
Louis du Vergier de La Rochejaquelein.

Dès le début du mois de mai, les premiers troubles éclatent en Vendée militaire, à Pouzauges, Les Épesses et Chantonnay. Depuis Londres, Louis de La Rochejaquelein avait annoncé l'arrivée par les Anglais d'un débarquement d'armes et de munitions. Le 11 mai, à La Chapelle-Basse-Mer, Suzannet et d'Autichamp décident de lancer les hostilités pour le 15 mai. Suzannet commande armée du Marais, soit l'Ouest de la Vendée et le sud de la Loire-Inférieure, d’Autichamp commande l’armée d'Anjou, au Sud-Ouest du Maine-et-Loire, Auguste de La Rochejaquelein dirige l’armée du Haut-Poitou au nord des Deux-Sèvres, dans l'Est de la Vendée, Sapinaud prend la direction de l’armée du Centre. Mais les Vendéens sont très mal équipés, la plupart ne sont armés que de faux, le débarquement d'armes et de munitions promis par La Rochejaquelein est donc essentiel. Le 9 mai, la frégate britannique L'Astrée, commandée par le capitaine Kitoë, arrive en vue des côtes vendéennes, avec à son bord Louis de La Rochejaquelein et la cargaison d'armes. Le 14 mai, 800 Vendéens sous les ordres de Robert s'emparent de Saint-Jean et de Notre-Dame-de-Monts, où 50 gendarmes et douaniers sont désarmés, et surtout des ports de Croix-de-Vie et de Saint-Gilles-sur-Vie. Malgré l'attaque, repoussée, d'une centaine de douaniers, 2 000 fusils et un million de cartouches sont débarqués du 14 au 16 mai. C'est peu, néanmoins La Rochejaquelein assure qu'un prochain débarquement sera bientôt effectué. Le 19 mai, le général Jean-Pierre Travot tente avec 900 hommes de s'emparer du convoi de munitions en route pour le bocage mais il se heurte à l'arrière-garde vendéenne commandée par Nicollon Desabayes qui parvient à résister suffisamment longtemps pour permettre la fuite des chariots.
Le 15 mai, 25 000 paysans se soulèvent en Vendée militaire, Bressuire est prise. Les généraux impériaux Delaborde et Travot n'ont que peu de troupes à opposer aux insurgés, presque tous les régiments de ligne étant appelés à combattre aux frontières. Un premier affrontement sérieux a lieu le 17 mai à Châtillon et Saint-Pierre-des-Échaubrognes où les 1 200 hommes du colonel Prévost sont battus par les 2 000 Vendéens d’Auguste de La Rochejaquelein et de Simon Canuel. Le 20 mai, les Impériaux, à court de munitions, se replient sur Angers et Saumur. D'Autichamp en profite et prend Cholet sans coup férir. Les généraux vendéens élisent alors Louis de La Rochejaquelein comme généralissime.
Après avoir songé à attaquer l’île de Noirmoutier, les Vendéens décident finalement de prendre Napoléonville (La Roche-sur-Yon). Mais Travot en est informé, et dans la nuit du 20 mai, il attaque avec 1 000 hommes, les 8 000 Vendéens de Louis de La Rochejaquelein et Suzannet à Aizenay. Profitant de l'obscurité, les Impériaux mettent les Vendéens en déroute.
Le 17 mai Napoléon Ier apprend le soulèvement de l’Ouest. Afin de pacifier la contrée, l’Empereur crée l'armée de la Loire, composée des divisions des généraux Jean-Pierre Travot, Estève et Brayer, et met à sa tête le général Lamarque afin de remplacer Delaborde, tombé malade. De son côté, Fouché tente d'ouvrir des négociations avec les Vendéens par l'intermédiaire de Malartic, un ancien chef chouan, et de Flavigny et La Béraudière.
En Vendée, à la suite de l'échec de Napoléonville, Louis de La Rochejaquelein décide de retourner à Saint-Gilles-sur-Vie afin d'accueillir un nouveau débarquement d'armes. La situation devient cependant critique, la frégate britannique L'Astrée a des difficultés à se maintenir près des côtes, les troupes manquent de vivres et les renforts envoyés par Napoléon ont déjà gagné l'Anjou. La Rochejaquelein et Simon Canuel, ancien officier républicain devenu major-général dans l'armée vendéenne, apprennent les propositions de Fouché mais les refusent, néanmoins d'autres officiers, Suzannet notamment, n'y étaient pas insensibles. Mais le 1er juin, La Rochejaquelein rejoint avec 1 300 hommes la flotte des 14 navires britanniques qui peuvent ainsi débarquer les armes et les munitions attendues. Mais les Angevins et les Haut-Poitevins des généraux Suzannet, Sapinaud et d'Autichamp refusent de gagner le Bas-Poitou pour rejoindre La Rochejaquelein. Les généraux suivent et écrivent à leur général en chef, lui conseillant de se replier. En réalité la lassitude commençait déjà à apparaître et les Vendéens, officiers comme soldats, n'étaient pas indifférents aux propositions de Fouché. Furieux, La Rochejaquelein destitue Suzannet, Sapinaud et d'Autichamps et nomme à leur place Du Chaffault, Durfort-Civrac et Duperrat.

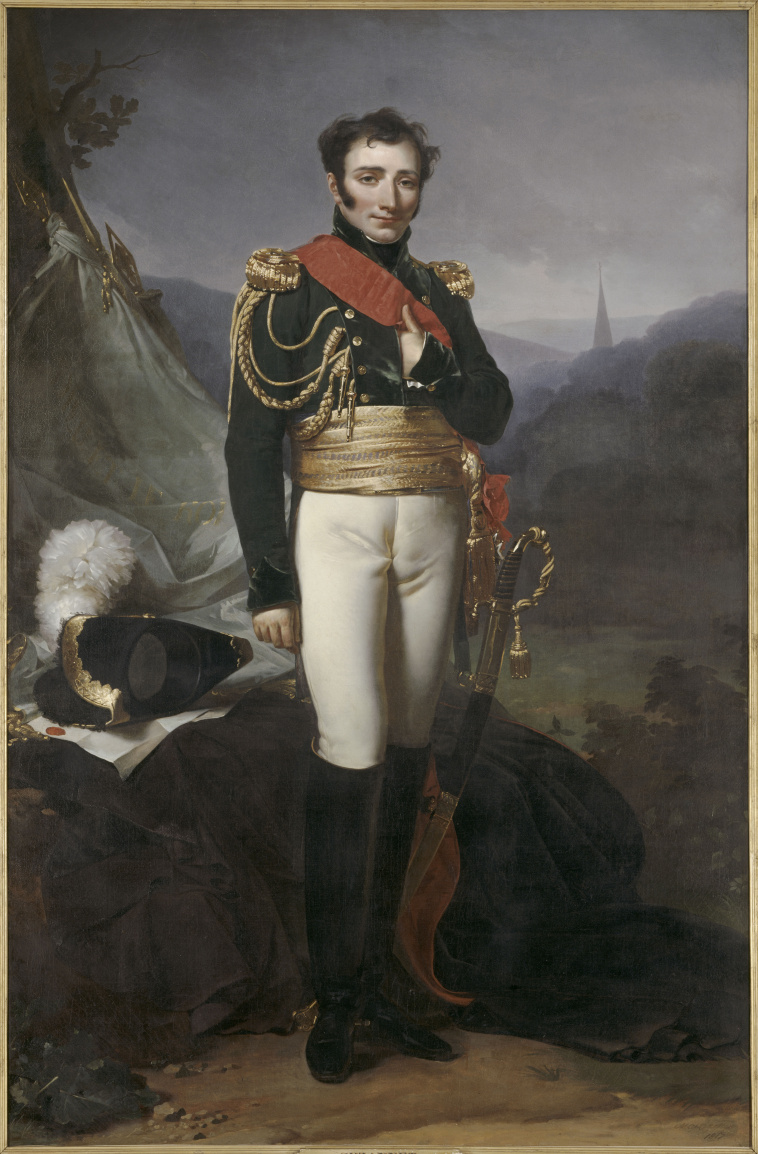
Pierre Constant de Suzannet.

Mais pendant ce temps, Travot sortait de Nantes avec 1 500 hommes et marchait à la rencontre des Vendéens. Il arrive à proximité de leurs troupes à Saint-Étienne-de-Corcoué. Travot se retrouve dans une très mauvaise position face aux 5 000 soldats vendéens de Sapinaud et Suzannet, mais les deux généraux décident de ne pas combattre et reculent, de même D'Autichamps regagne l'Anjou avec ses hommes. Seul du Chaffault tente une attaque avec 400 hommes mais il est facilement repoussé. Les Vendéens laissent passer une occasion unique de détruire la division de Travot, mais ils renoncent par manque d’enthousiasme et le général impérial peut ainsi regagner Napoléonville. Mais Travot est rapidement informé du débarquement de Croix-de-Vie, aussi il envoie les généraux Estève et Grobon occuper Saint-Jean de Monts et Saint-Gilles-sur-Vie.
Le 2 juin, à Saint-Gilles, Grobon passe à l'attaque avec 300 hommes, dans l'attente de renforts, il fait retrancher ses troupes dans une chapelle. Le combat reprend le lendemain, Grobon est grièvement blessé par un tireur, il devait mourir le 7 juin à Nantes, des suites de ses blessures. Dans la soirée, La Rochejaquelein, inquiet, fait cesser le débarquement et décide de gagner Saint-Jean-de-Monts. Le 4 juin, il apprend que le général Estève marche à sa rencontre, et décide donc de gagner Les Mathes où le terrain est plus à l'avantage des Vendéens. La bataille s'engage, elle tourne à l'avantage des Impériaux, La Rochejaquelein est tué lors du combat. Battue, l'armée vendéenne se replie en bon ordre.
La mort du général en chef diminua grandement le moral des Vendéens et beaucoup commençaient à déserter. Les 9 et 10 juin, les généraux vendéens se réunissent à Rocheservière, il était urgent d'élire un nouveau généralissime, au terme du vote Sapinaud est élu à l’unanimité.
De son côté, à Nantes, le général Lamarque s'apprêtait à passer à l'attaque, il délaissa l'Anjou et redéploya ses troupes de manière à frapper la Vendée en premier. Les généraux Brayer et Estève avaient déjà pris position à Challans, Soullans et Saint-Christophe-du-Ligneron. Néanmoins Lamarque choisit d'envoyer d'ultimes propositions de paix qui sont rejetées par les Vendéens, y compris par d'Autichamps et Suzannet, ce dernier regrettant ses anciennes actions depuis la mort de La Rochejaquelein dont il se sentait en partie responsable. Les 12 et 13 juin, Sapinaud décide de marcher avec le gros de l'armée sur la Vendée, une seconde force commandée par Auguste de La Rochejaquelein est envoyée prendre Thouars. Cependant Sapinaud démissionne rapidement par lassitude et nomme d'Autichamps pour lui succéder.

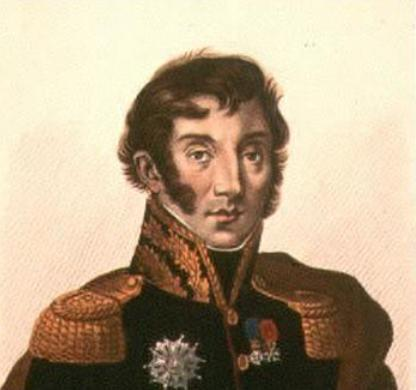
Jean Maximilien Lamarque

De son côté Lamarque, secondé par Brayer, quittait Nantes avec 3 000 hommes, le 11 juin il faisait sa jonction avec Travot à Machecoul, le 12 juin il occupait Legé et Palluau. Lamarque dispose de 6 000 hommes, le 17 juin, il apprend que les Vendéens, au nombre de 8 000 et commandés par d'Autichamps, Sapinaud et Suzannet, sont à Rocheservière. Le 20 juin, les deux armées se rencontrent sur la lande de Grand-Collet. C'est une lourde défaite pour les forces vendéennes. Suzannet, grièvement blessé, meurt le lendemain. 
Pendant ce temps, le 19 juin, le général Auguste de La Rochejaquelein, secondé par Duperrat, et à la tête de 3 000 hommes entrait dans Thouars qui s'était rendue sans combattre. Mais le succès est de courte durée, dès le lendemain, parti de Parthenay, le général impérial Henri-Pierre Delaage à la tête de 500 hommes et d'un escadron du 2e régiment de hussards reprend la ville aux Vendéens qui battent en retraite presque sans combattre.
Pour les Vendéens, la situation était devenue très critique, aussi le général Lamarque décide d'envoyer de nouvelles propositions de paix. Les chefs vendéens se rassemblent alors à La Tessoualle. Le 24 juin, ils apprennent la victoire de Napoléon à la bataille de Ligny le 16 juin. Les propositions de Lamarque sont : l’amnistie totale pour les soldats et les officiers vendéens, la libération des prisonniers et la promesse que les soldats originaires de la Vendée militaire ne pourront être déployés en dehors de leurs départements.
Les généraux vendéens sont divisés, Auguste de La Rochejaquelein est opposé à la paix, en revanche Charles d'Autichamp y est favorable. Finalement les 34 officiers vendéens présents passent au vote, 22 se prononcent pour la paix, 12 pour la guerre. La plupart des Vendéens, soldats, nobles, comme officiers, n'ont plus l'enthousiasme de se battre, de plus le clergé n'étant pas persécuté, très peu de prêtres étaient favorables à l'insurrection, une bonne partie soutenait même Napoléon.
Mais peu de temps après, la nouvelle de la défaite de Napoléon à la bataille de Waterloo le 18 juin arrive en Vendée. Militairement vaincus, les Vendéens se retrouvaient alors dans le camp des vainqueurs et les derniers chefs signèrent la paix à Cholet le 26 juin.

## Débuts de la Seconde Restauration

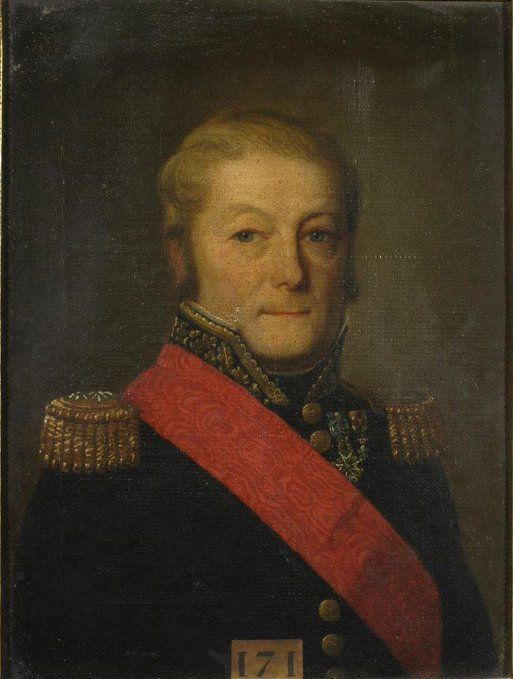
Charles Sapinaud de La Rairie.

### Poursuite des combats après l'abdication de Napoléon (22 juin)
Napoléon abdique le 22 juin. Les coalisés décident de l'envoyer en exil dans l'île de Sainte-Hélène, dont il ne peut pas revenir.
Les insurrections vendéennes et chouannes avaient immobilisé dans l'Ouest plus de 10 000 hommes de troupes de ligne, sans compter les conscrits qui avaient rejoint les insurgés.
La paix signée, les troubles continuent. La monarchie est restaurée mais des groupes vendéens et chouans restent sous les armes. Les anciennes troupes impériales ne sont guère disposées à abandonner le drapeau et la cocarde tricolore. Dans de telles situations l'ordre ne pouvait être assuré, néanmoins contrairement à d'autres départements, on ne relève pas de vague d'assassinats et l'Ouest ne connaît pas alors de véritable Terreur blanche.

### Occupation prussienne de l'ouest de la France

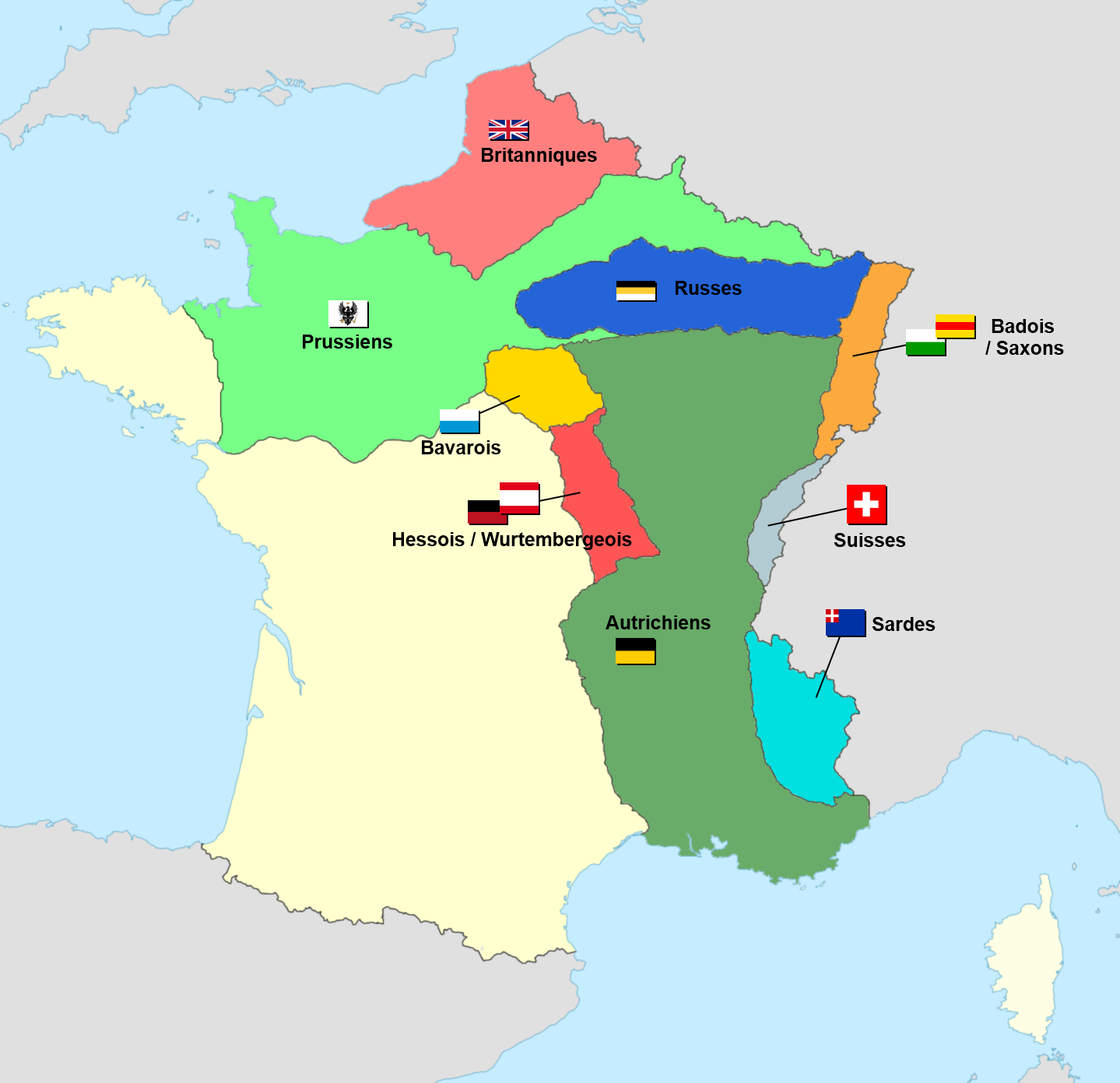
Zone d'occupation de la France de juin 1815 à novembre 1818.

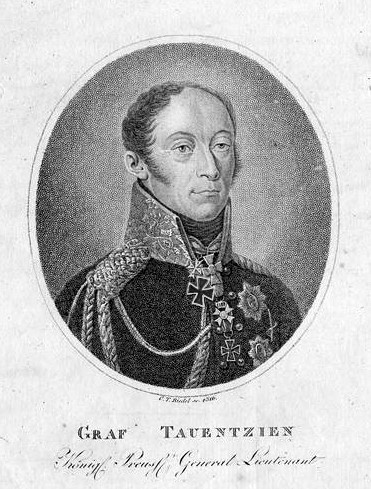
Bogislav Friedrich Emanuel von Tauentzien.

Les coalisés décident aussi que la France va être occupée par 1 200 000 soldats : Russes, Prussiens, Autrichiens et Britanniques. Pour l'Ouest, une armée de 40 000 Prussiens commandée par le général de Borcke étaient en route.
Mais rapidement la rumeur se propage que les Alliés ont l'intention de démembrer et de se partager la France, cette nouvelle provoque l'inquiétude et l'indignation des bonapartistes comme des royalistes. En Vendée Sapinaud et Auguste de La Rochejaquelein écrivent à Cholet au général Lamarque qu'ils sont prêts à rallier ses troupes pour combattre les Alliés en cas de démembrement de la France. L'ancien général impérial accepte avec enthousiasme. Néanmoins cet enthousiasme qui semble réconcilier bonapartistes et royalistes ne dure pas, ces derniers reprochent aux anciens soldats impériaux d'avoir conservé la cocarde et le drapeau tricolore. L'armée régulière n'abandonna le drapeau et la cocarde tricolore, pour le remplacer par le blanc, que le 16 juillet, à la demande du maréchal Davout.
Le 2 août, les anciennes troupes impériales se retirent de l'Ouest et l'armée prussienne entre en Anjou, les déclarations pacifiques du général-comte Tauentzien rassurent les Vendéens qui accueillent les Prussiens en libérateurs. En revanche, en Bretagne, dans le Morbihan, le général chouan Louis de Sol de Grisolles, hostile aux Alliés, refuse de laisser entrer les Prussiens dans les territoires qu'il contrôle. Une convention est finalement signée et les Prussiens s'engagent à ne pas entrer dans le département. Le colonel de Pontbriand agit de même dans les Côtes-du-Nord, ses Chouans conservent un certain nombre de villes et de communes, tandis que les Prussiens n'occupent que l'arrondissement de Dinan.
Dans le Morbihan et les Côtes-du-Nord, ces conventions sont globalement respectées mais ailleurs la bonne entente ne dure pas. Les paysans s'irritent des lourdes réquisitions opérées par l'armée prussienne pour son ravitaillement, de plus de nouvelles rumeurs de démembrement relancent l'inquiétude. À Nantes, le 12 août, le général prussien Tielmann est conspué par plusieurs centaines de personnes royalistes comme bonapartistes. Des heurts et des bagarres opposent quotidiennement des bandes chouannes ou d'anciens marins impériaux aux soldats prussiens, ces affrontements font des blessés mais on ne compte pas de mort à l'exception d'un officier prussien, tué en duel par le chevalier du Boberil, un officier chouan de l'armée de d'Andigné. Les officiers prussiens réclament une revanche et demandent un duel opposant 100 Prussiens à 100 Français. Mais l'intervention des autorités supérieures met fin à l'affaire.
Dans la Mayenne, le général chouan Louis d'Andigné se montre particulièrement hostile aux Prussiens, il fait réarmer ses hommes et déclare être capable de lever facilement 100 000 hommes dans l'Ouest, ce qui était fortement exagéré. Finalement on s'en tient aux négociations, Fouché ordonne à d'Andigné de ne pas prendre les armes et les Prussiens se montrent par la suite plus prudents.
Finalement les Alliés quittèrent l'Ouest en novembre 1815. Les dernières troupes chouannes et vendéennes furent également désarmées et remplacées par des troupes de ligne, ce qui ne fit pas sans protestations pour les premiers.

### Répression contre les bonapartistes

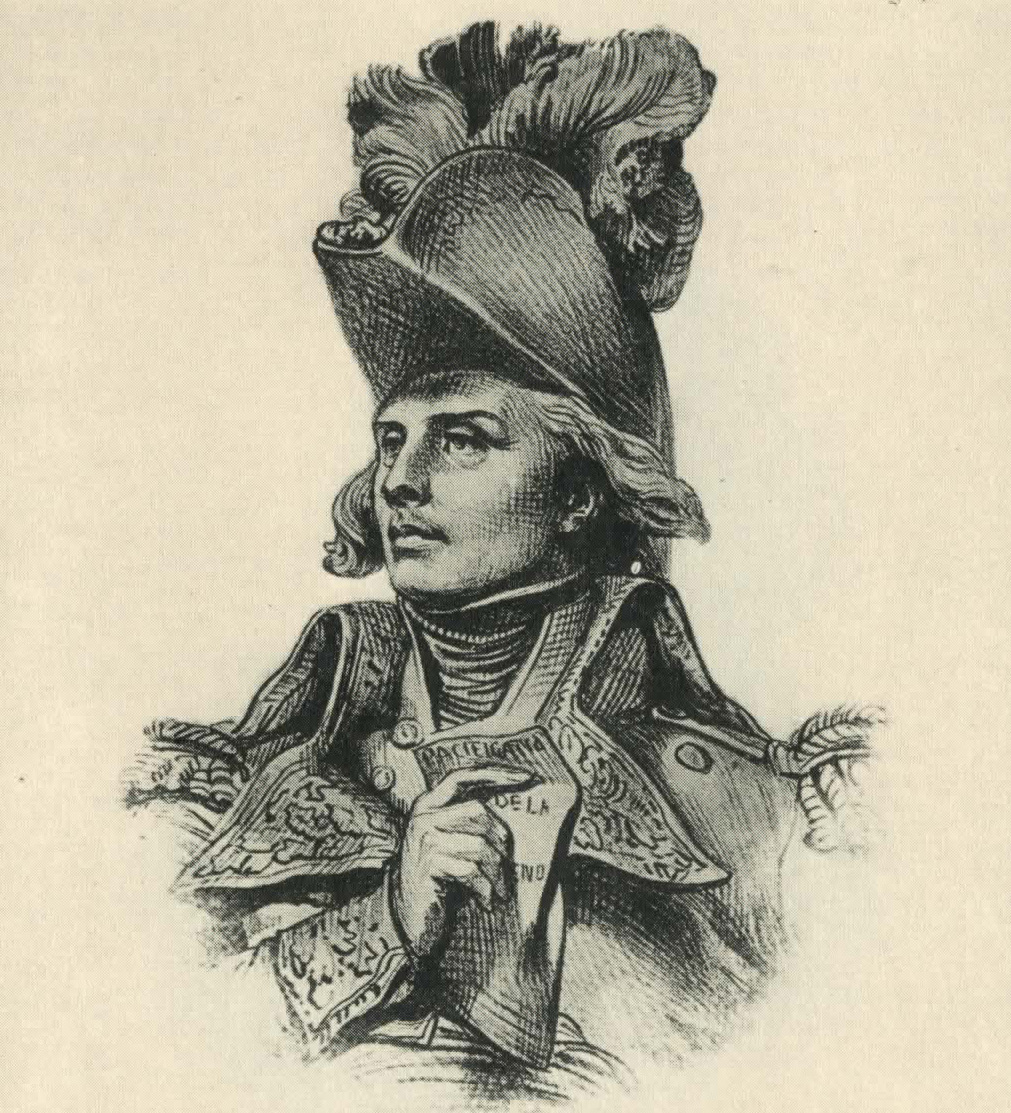
Jean-Pierre Travot.

L'ouest de la France est épargnée par les violences de la Terreur blanche, qui déroulent principalement dans le Midi, où elles font entre 300 et 500 morts.
Dans l'Ouest, c'est le vicomte de Cardaillac qui, à Nantes, est chargé de la répression et s'attache particulièrement à faire disparaître tout symbole de l'Empire ; de nombreuses personnes sont expulsées ou condamnées à l'exil. De nombreux fonctionnaires et d'ancien officiers de Napoléon sont poursuivis. La principale victime de la répression de l'Ouest fut le général Travot. Celui-ci est arrêté en janvier 1816 et jugé à Rennes par une commission présidée par Simon Canuel, un ancien général républicain qui avait commis des atrocités dans l'Ouest en 1793 et qui, lors des Cent-Jours, avait rallié les hommes qu'il avait autrefois combattus. Travot, de son côté, avait fait preuve d'humanité en Vendée ; néanmoins il est condamné à mort à l'issue du jugement, et la peine est confirmée en appel. Sa peine est commuée en 20 ans de prison par Louis XVIII et Travot est enfermé à la forteresse de Ham. Il y reste deux ans avant d'être gracié en 1818 à la demande du neveu du roi, le duc d’Angoulême. Cependant Travot ne se remit jamais véritablement de son emprisonnement, atteint de folie, il meurt le 7 janvier 1836.
Les autres officiers impériaux ayant servi en Vendée sont également poursuivis. Le général Jean Maximilien Lamarque est condamné à l'exil ; il ne revient en France qu'en 1818. Le général Brayer est condamné à mort mais se réfugie à Buenos Aires. Delaborde échappe aux recherches. Pierre Cambronne, jugé à Paris, est acquitté ; ayant suivi Napoléon à l'île d'Elbe, il n'avait pas trahi la Restauration. Il retourne donc s'établir à Nantes sans être trop inquiété et finit par se rallier à la monarchie.
Dans l'Ouest, la répression fut cependant assez modérée, rares furent les peines de mort prononcées, aucune ne fut exécutée.

## Chronologie
- 9 mai : Louis de La Rochejaquelein débarque en Vendée depuis la frégate anglaise l'Astrée avec une cargaison d'armes et de munitions.
- 15 mai : Les Vendéens occupent Bressuire.
- 18 mai : Bataille des Échaubrognes, victoire des Vendéens.
- 19 mai : Bataille de L'Aiguillon, indécise. Le gros de l'armée vendéenne fort de 6 000 à 8 000 hommes occupe Palluau en vue d'attaquer Napoléonville (La Roche-sur-Yon) le lendemain.
- 20 mai : Bataille d'Aizenay, les Impériaux surprennent les Vendéens pendant la nuit et les mettent en fuite.
- 25 mai : Bataille de Sainte-Anne-d'Auray, victoire des Chouans.
- 27 mai : Bataille de Cossé, victoire des Chouans.
- 30 mai : Les Chouans du Morbihan prennent Ploërmel ne subissant qu'une faible résistance.
- 2 juin : Les Chouans des Côtes-du-Nord repoussent une attaque des Fédérés à La Malhoure.
- 2 - 3 juin : Bataille de Saint-Gilles-sur-Vie.
- 4 juin : Bataille de Redon, les Chouans du Morbihan attaquent Redon mais échouent à prendre la ville dans sa totalité.
- 5 juin : Bataille des Mathes, indécise, Louis de La Rochejaquelein est tué.
- 10 juin : Bataille de Muzillac, victoire des Chouans du Morbihan. Sapinaud est élu général en chef des Vendéens.
- 18 juin : défaite de Napoléon à Waterloo.
- 19 - 20 juin : Bataille de Rocheservière, nette victoire des Impériaux sur les Vendéens. Bataille de Thouars, la ville, brièvement occupée par les Vendéens, est reprise par les Impériaux.
- 21 juin : Mort du général vendéen Suzannet, des suites de ses blessures. Bataille d'Auray, les Chouans du Morbihan sont écrasés par les Impériaux.
- 22 juin : Abdication de Napoléon.
- 25 juin : L'armée des Chouans du Morbihan apprend la défaite de Napoléon à Waterloo.
- 26 juin : Traité de Cholet, les Vendéens et les Impériaux signent la paix.
- 30 juin : Les Chouans prennent Carhaix sans combattre.
- 1er juillet : Les Chouans du Morbihan et du Finistère attaquent Châteauneuf-du-Faou mais sont repoussés.
- 6 juillet : Le Fort-la-Latte est pris par huit officiers chouans.
- 7 juillet : Les Chouans de la Loire-Inférieure attaquent Guérande mais sont repoussés.
- 10 juillet : Les soldats bonapartistes reprennent le Fort-la-Latte.
- 20 juillet : Le Prince de La Trémoille débarque à Saint-Malo qui reconnaît Louis XVIII.
- 22 juillet : Les Chouans défilent à Vannes.
- 23 juillet : Un détachement de Chouans entre dans Dinan.